# Bart Layton
Bartholomew Nicholas Layton (Hammersmith, 1975) es un cineasta británico. Es el escritor y director de las películas The Imposter y American Animals.

## Primeros años y educación
Sus padres eran artistas, uno escultor y el otro pintor y director de teatro. Temprano en su vida, consideró dedicarse al cine o ser pintor.

## Carrera
Hizo su debut como director en 2012 con la historia sobre crímenes reales The Imposter. Trata sobre Frédéric Bourdin, un francés que afirmó ser un adolescente tejano desaparecido. Layton ganó un premio BAFTA al Mejor Debut de un Escritor, Director o Productor Británico por la película en los Premios BAFTA 2012.
Escribió y dirigió American Animals. Representa un robo de libros en 2004, con versiones ficticias y entrevistas con personas reales. Entre los entrevistados se encuentran los criminales originales que estuvieron detrás del robo. Había descubierto la historia inicialmente en una revista. La película fue recogida por MoviePass.
En mayo de 2018, firmó con la Creative Artists Agency.
Desde 2018, es el director creativo de RAW, una productora británica.

## Filmografía
- The Imposter (2012)
- American Animals (2018)
- Crime 101 (2025)

## Vida personal
Layton vive con su familia en Londres.